# Randall Jarrell
Randall Jarrell (* 6. Mai 1914 in Nashville, Tennessee, Vereinigte Staaten; † 14. Oktober 1965) war ein US-amerikanischer Dichter, Literaturkritiker, Kinderbuchautor, Essayist und Novellist. Er war der elfte Poet Laureate Consultant in Poetry der Library of Congress.

## Biographie
Jarrell studierte an der Vanderbilt University in Nashville, Tennessee, wo er die Bekanntschaft von Dichtern aus Emigrantengruppen machte. Später wechselte er zum Kenyon College in Gambier (Ohio). Hier verfasste er eine Arbeit über den Dichter Alfred Edward Housman und lernte den Dichter Robert Lowell kennen, mit dem ihn eine lebenslange Freundschaft verband.
Jarrell erwarb seinen Masterabschluss im Jahre 1938, anschließend nahm er einen Lehrstuhl an der University of Texas in Austin (Texas) an. Hier lernte er seine erste Frau Mackie Langham kennen. Ab 1942 leistete er seinen Wehrdienst bei den United States Army Air Forces. Zunächst diente er als Fliegerkadett, später als Navigator. Sein Frühwerk ist von seinen Kriegserlebnissen geprägt.
Nach seiner Entlassung arbeitete Jarrell ein Jahr lang im Sarah Lawrence College in Bronxville, N.Y., dann wechselte er zum Woman’s College of the University of North Carolina, wo er Englisch, moderne Poesie und kreatives Schreiben unterrichtete.
Jarrell erhielt für sein Schaffen zahlreiche Auszeichnungen, u. a. Guggenheim Fellowship für die Jahre 1947–48, eine Förderung des National Institute of Arts and Letters, dessen Mitglied er seit 1960 war, im Jahre 1951, und den National Book Award im Jahre 1961. Er war mit der politischen Philosophin Hannah Arendt befreundet.
Während eines Abendspaziergangs am 14. Oktober 1965 kam Jarrell bei einem Autounfall ums Leben. Da er kurz vorher psychologisch behandelt worden war, tauchte das Gerücht auf, er habe Suizid begangen. Eine Woche nach dem Unfall schrieb Robert Lowell an Elizabeth Bishop: „Es besteht eine kleine Möglichkeit, dass Jarrells Tod ein Unfall war. Ich glaube, dass es Selbstmord war, und das tut jeder, der ihn gut kannte.“ Seine zweite Frau Mary, die er 1952 geheiratet hatte, war der Ansicht, es handelte sich um einen Unfall.
Am 28. Februar 1966 fand an der Yale University ein Gedenkgottesdienst statt, an dem zahlreiche der bekanntesten Dichter des Landes teilnahmen, u. a. Robert Lowell, Richard Wilbur, John Berryman, Stanley Kunitz, und Robert Penn Warren. Die New York Times bezeichnete Jarrell als den „herzbrechendsten Poeten unserer Zeit“, der die „beste englischsprachige Poesie über den Zweiten Weltkrieg“ geschrieben hat.

## Werk
Seine erste Gedichtsammlung Blood from a Stranger, die Einflüsse W. H. Audens aufweist, erschien 1942. Es folgten Little Friend, Little Friend 1945 und Losses 1948, in denen er seine Erfahrungen während des Militärdienstes verarbeitet. In diesen Büchern befreite sich Jarrell von Audens Einfluss und entwickelte seinen eigenen Stil und seine poetische Philosophie.
Die bekannteste seiner Veröffentlichungen von Kriegsgedichten ist The Death of the Ball Turret Gunner. In diesem wird der einzelne Soldat als schuldlos und kindlich dargestellt, er ist dem Staat ausgeliefert und erfüllt nur seine Pflicht. Das Gedicht ist jedoch, wie Paul Gerhard Buchloh in seiner Interpretation ausführt, nicht einseitig ein Kriegsgedicht, sondern eine allgemeine Existenzaussage, die vor allem die Grundlage des amerikanischen Staates und des amerikanischen Selbstverständnisses, den „American Dream“, als mit Schuld beladen verurteilt. Life, Liberty and the Pursuit of Happiness sind nur Traumvorstellungen, die nicht realisiert werden. Das Leben wird ausgelöscht, die Freiheit ist nicht vorhanden, ein Erstreben menschlichen Glücks ist nicht mehr möglich.
In dieser Zeit erwarb er den Ruf eines ausgezeichneten Kritikers, als Poet war er noch weniger bekannt. Unterstützt durch Edmund Wilson publizierte Jarrell zahlreiche Kritiken in The Nex Republic. Die Anerkennung von Robert Lowell, Elizabeth Bishop und William Carlos Williams waren der Festigung seiner Reputation förderlich. In Reaktion auf das 1951 erschienene Buch The Seven-League Crutches bezeichnete Lowell Jarrell als den talentiertesten unter 40-jährigen Dichter, der Pathos und Schönheit besser verbinden könne als Pope oder Matthew Arnold. Karl Shapiro verglich Jarrell mit dem „großen, modernen Rainer Maria Rilke.“
Jarrell verfasste Essays über Robert Frost, dessen Poesie einen großen Einfluss auf Jarrells Werk ausgeübt hatte, sowie über Walt Whitman, Marianne Moore, Wallace Stevens. Diese Essays wurden in dem 1953 erschienenen Band Poetry and the Age zusammengefasst. Viele Schüler betrachten ihn als den scharfsinnigsten Dichter seiner Generation, und 1979 forderte Peter Levi dazu auf, ihr Augenmerk auf Jarrells Kritiken zu richten.
1955 wurde der Roman Pictures from an Institution veröffentlicht, der 1955 für den National Book Award nominiert wurde. Es handelt von Jarrells Lehrerfahrungen im Sarah Lawrence College, das im Buch allerdings den Namen Benton College trägt. Zudem war Jarrell von 1956 bis 1958 als Berater für Poesie in der Library of Congress tätig. In der Folgezeit erschienen verschiedene Kindergeschichten, u. a. The Bat-Poet im Jahre 1964 und The Animal Family 1965. Als Dichter erhielt Jarrell seine Reputation durch die Verleihung des National Book Award im Jahre 1960 für The Woman at the Washington Zoo. Sein 1965 erschienener Band The Lost World, der die Kindheit zum Thema hat, wurde von der Kritik als bestes poetisches Werk betrachtet.
Daneben übersetzte Jarrell Werke von Rainer Maria Rilke und anderen Dichtern, ein Schauspiel von Anton Tschechow und einige Märchen der Brüder Grimm.